# Katarina Branković
Katarina Branković (serbe en écriture cyrillique : Катарина Бранковић, grec moderne : Καταρίνα Μπράνκοβιτς) née en 1418/19 et morte en 1492, également connue sous le nom de Kantakuzina (Кантакузина, Kantakouzena) est une princesse serbe. 
Elle est connue pour avoir écrit l'Apostol de Varaždin (1454) et pour sa donation au monastère de Rmanj.

## Biographie
Katarina Branković est la fille du despote Đurađ Branković et de la princesse byzantine Irene Kantakouzene.  
Katarina Branković et Ulric de Cilley  (1406-1456) se marient le 20 avril 1434. C'est un mariage arrangé pour des raisons politiques avec l'intention d'assurer le soutien occidental au despotat de Serbie. Sa sœur Mara Branković est mariée au sultan Mourad II pour assurer le soutien à l'est.  
Katarina Branković donne naissance à trois enfants, Herman († 1451), George († 1441) et Élisabeth (1441—1455). 
Le pape Pie II dit que « Kantakuzina était belle et belle » (en latin : alioquin facie et moribus honnêteam). En 1453 ou 1454, elle commissionne à un groupe de trois transcripteurs la création de Varaždin Apostol  qui deviendra un livre liturgique orthodoxe manuscrit et le plus ancien texte conservé en cyrillique du territoire de la Croatie actuelle.

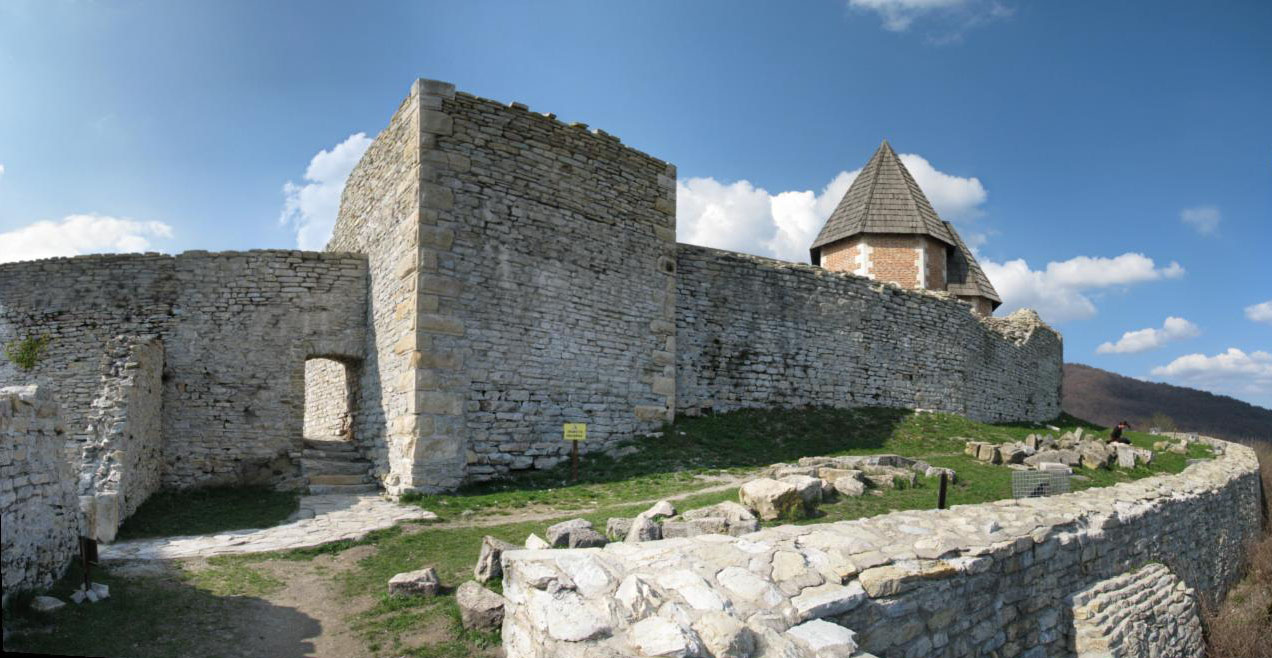
Medvedgrad était l'une des possessions de Katarina

Après la mort d'Ulric lors du siège de Belgrade en 1456, Katarina renonce à tous ses biens en Croatie et en Slovénie actuelles à l'exception de la ville de Krško en échange d'une allocation annuelle de 2 000 ducats. En 1460, elle vend tous ses biens en Slavonie à l'empereur romain germanique Frédéric III pour 29 000 Goldguldens. Elle décide de voyager à travers l'Italie, Corfou, Dubrovnik et revient dans la vieille Serbie (territoire actuel de la Macédoine du Nord) pour rendre visite à sa sœur Mara Branković devenue veuve du sultan ottoman Mourad II. Avec sa sœur, elle aide à la conclusion du traité de Constantinople après la guerre vénéto-ottomane en 1479. À cette fin, elle envoie ses délégués à Venise entre 1470 et 1472, et, avec sa sœur, elle conduit les délégués vénitiens à Istanbul. Après la mort de sa sœur Mara en 1487, Katarina Branković s'occupe des monastères du Mont Athos. Avant sa mort, elle renonce à Krško et à ses allocations annuelles. Elle meurt en 1492 dans le village de Konče où elle est enterrée dans l'église locale de Saint Étienne.

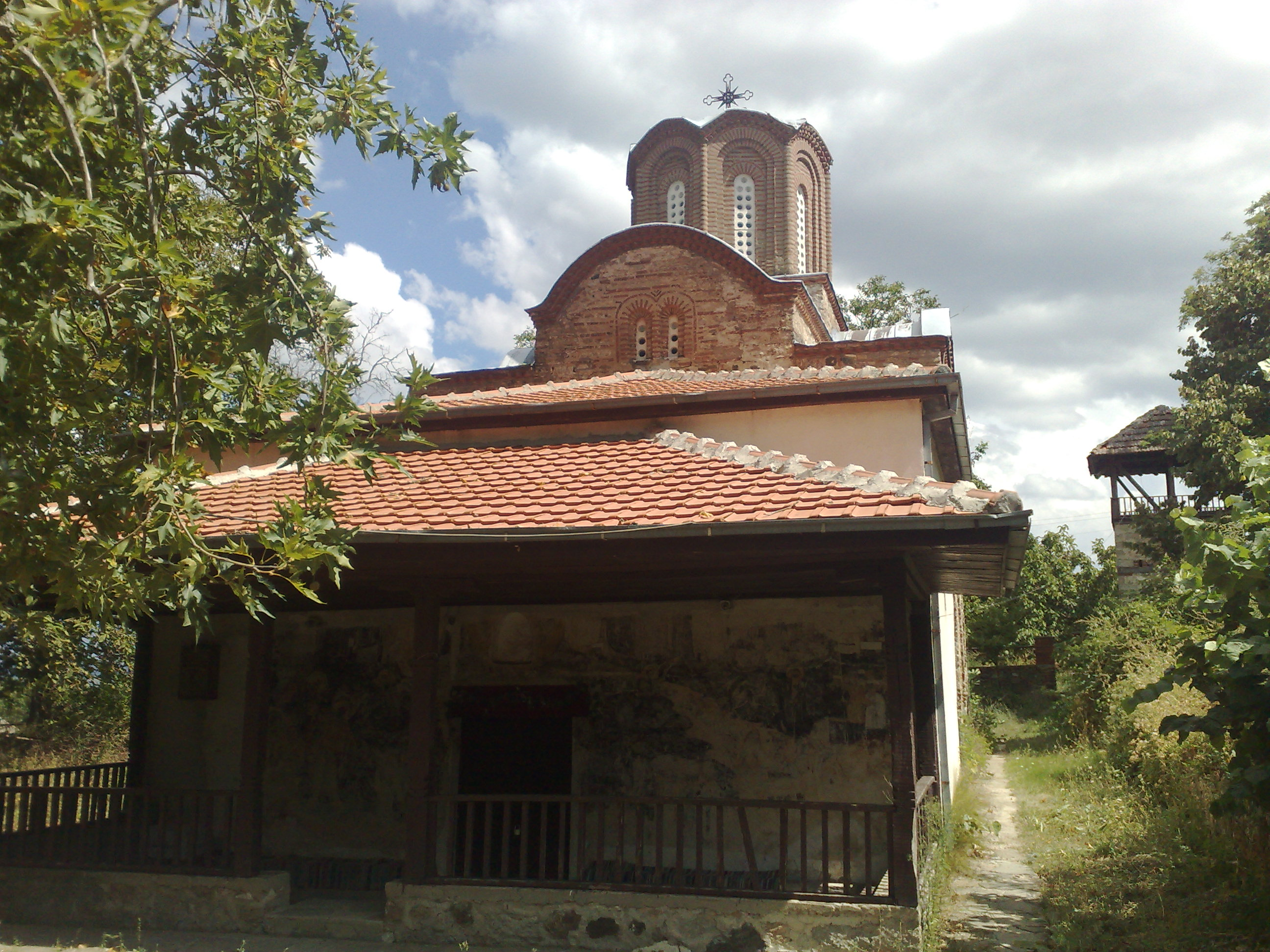
Église Saint-Étienne de Konče

## Héritage
Le personnage de Katarina Branković est interprété par Eva Dedova dans le docudrame historique original de Netflix l'essor de l'Empire Ottoman (2020).